# Капальбіо
Капальбіо (італ. Capalbio) — муніципалітет в Італії, у регіоні Тоскана,  провінція Гроссето.
Капальбіо розташоване на відстані близько 110 км на північний захід від Рима, 150 км на південь від Флоренції, 45 км на південний схід від Гроссето.
Населення — 4139 осіб (2014).

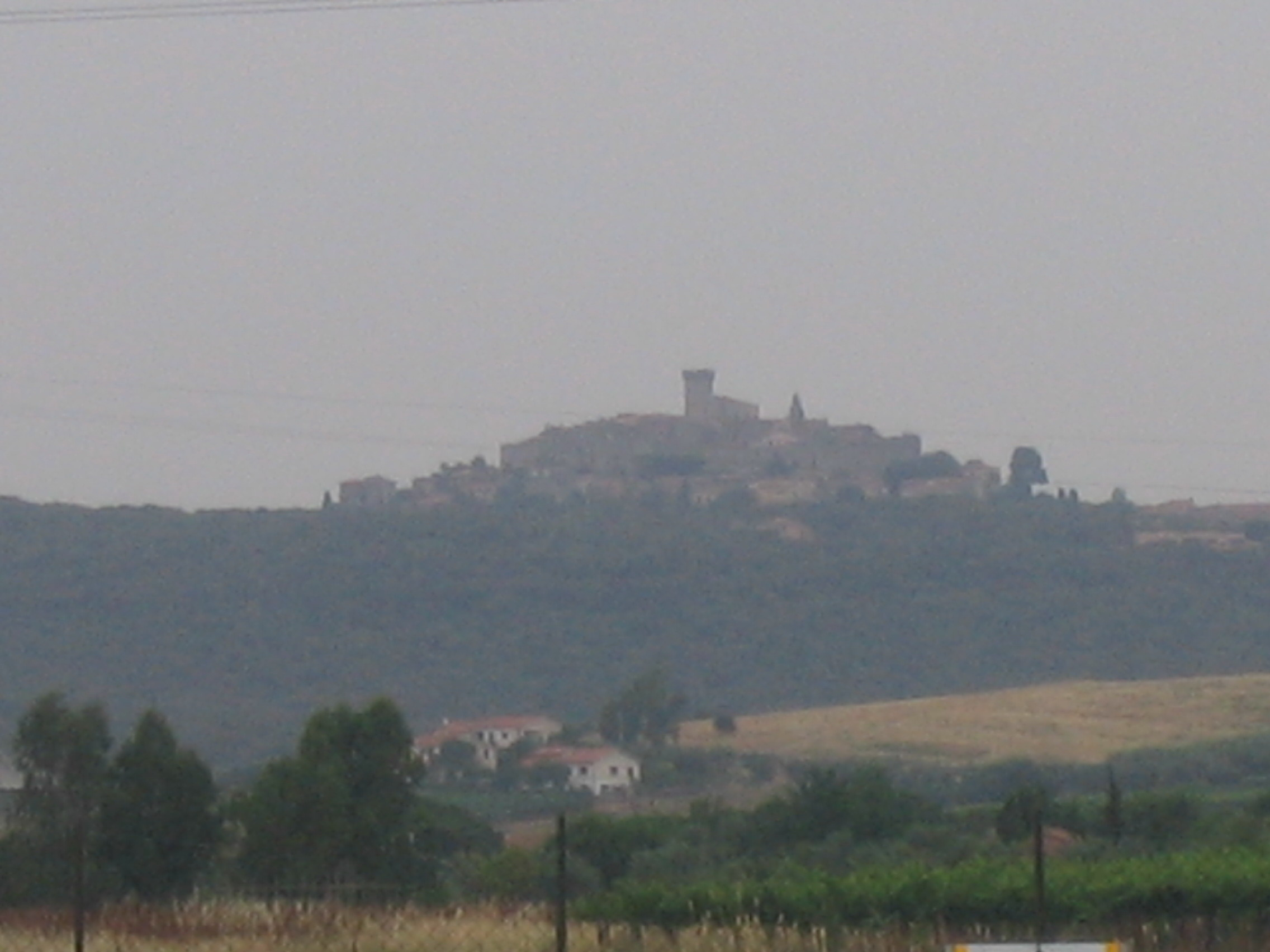

Щорічний фестиваль відбувається 20 травня. Покровитель — San Bernardino.

## Демографія
Населення за роками:

Станом на 1 січня 2023 року в муніципалітеті офіційно проживав 561 іноземець з 42 країн, серед них 421 громадянин країн Євросоюзу та 8 громадян України.

## Сусідні муніципалітети
- Манчіано
- Монтальто-ді-Кастро
- Орбетелло